# Episodi di Penny Dreadful (terza stagione)
La terza e ultima stagione della serie televisiva Penny Dreadful, composta da 9 episodi, è stata trasmessa sul canale statunitense via cavo Showtime dal 1º maggio al 19 giugno 2016.
Negli Stati Uniti, l'episodio The Day Tennyson Died è stato reso disponibile in anteprima dal 24 aprile 2016 sul sito web di Showtime, su YouTube e sui servizi Showtime On Demand e Showtime Anytime.
In Italia, gli episodi della stagione sono stati pubblicati settimanalmente su Netflix il giorno dopo la messa in onda statunitense, ad eccezione degli ultimi due episodi, i quali, a causa di complicazioni, sono stati aggiunti al catalogo due giorni dopo la messa in onda americana.
A partire da questa stagione entrano nel cast principale Patti LuPone e Wes Studi. Simon Russell Beale ricompare come guest star.
| nº | Titolo originale         | Titolo italiano                 | Prima TV USA   | Pubblicazione Italia |
| -- | ------------------------ | ------------------------------- | -------------- | -------------------- |
| 1  | The Day Tennyson Died    | Il giorno in cui morì Tennyson  | 1º maggio 2016 | 2 maggio 2016        |
| 2  | Predators Far and Near   | Predatori vicini e lontani      | 8 maggio 2016  | 9 maggio 2016        |
| 3  | Good and Evil Braided Be | Bene e male si intreccino       | 15 maggio 2016 | 16 maggio 2016       |
| 4  | A Blade of Grass         | Un filo d'erba                  | 22 maggio 2016 | 23 maggio 2016       |
| 5  | This World Is Our Hell   | Questo mondo, il nostro inferno | 29 maggio 2016 | 30 maggio 2016       |
| 6  | No Beast So Fierce       | Come una bestia feroce          | 5 giugno 2016  | 6 giugno 2016        |
| 7  | Ebb Tide                 | Bassa marea                     | 12 giugno 2016 | 13 giugno 2016       |
| 8  | Perpetual Night          | Notte perenne                   | 19 giugno 2016 | 21 giugno 2016       |
| 9  | The Blessed Dark         | Benedetta oscurità              | 19 giugno 2016 | 21 giugno 2016       |

## Il giorno in cui morì Tennyson
- Titolo originale: The Day Tennyson Died
- Diretto da: Damon Thomas
- Scritto da: John Logan

### Trama
Ritrovatasi sola a casa di sir Malcolm, senza Dio e i suoi amici, Vanessa cade in uno stato di profonda depressione abbandonandosi alla sporcizia e al decadimento. Viene a visitarla Lyle, in partenza per l'Egitto, il quale le propone di farsi curare da una specialista di sua conoscenza. Intanto Rusk è in treno con Ethan, ma un gruppo di uomini armati irrompe nel vagone uccidendo tutti i passeggeri, esclusa Hecate, anche lei sul treno. Gli uomini rapiscono Ethan e fuggono nel deserto. Sir Malcolm scrive una lettera a Vanessa da Zanzibar, dove ha sepolto Sembene. Calibano è su una nave bloccata tra ghiacci sperduti; gli uomini dell'equipaggio stanno morendo di fame, quando scorgono un bambino in fin di vita; uno di loro vuole ucciderlo per mangiarlo, ma Calibano glielo impedisce e canta una ninna nanna al bimbo le cui parole gli rievocano un ricordo della sua vita precedente; decide di dar fine alla sofferenza del piccolo spezzandogli il collo, quindi si incammina verso casa. Scampato a un'aggressione da parte di malviventi, sir Malcolm viene invitato a seguire l'uomo che l'ha salvato per aiutare Ethan a scappare; l'uomo, un indiano Apache di nome Kaetenay, cerca di dissuaderlo dal seguire i demoni per aiutarlo a salvare quello che considera suo figlio nel Nuovo Messico. Victor riceve la visita del dottor Henry Jekyll, suo vecchio amico dell'università, a cui rivela la creazione di Calibano e di Lily. Vanessa si reca dalla dottoressa Seward, che da subito inizia ad analizzarla; la donna non si trova a suo agio, ma nota che la dottoressa è identica alla sua defunta amica Joan Clayton. Questa ha subito capito la situazione di Vanessa e gliela illustra, consigliandole di provare a spezzare la monotonia delle giornate per uscire dallo stato di depressione. Victor implora Jekyll di aiutarlo a distruggere Lily, ma l'amico rifiuta, cercando di dissuaderlo dal suo intendimento. I due arrivano a un accordo: cercare di addomesticare Lily e farla tornare come prima della trasformazione; in caso di fallimento, dovranno ucciderla. Vanessa visita il museo di storia naturale e, mentre osserva degli scorpioni, viene avvicinata da un uomo che gliene mostra uno albino, rarissimo. L'uomo si chiama Alexander Sweet e gestisce il museo; Vanessa è subito attratta dal suo modo di fare e dal suo fascino. Tornata a casa, decide di pulire e tornare alla normalità, per poi scrivere una lettera a sir Malcolm in cui descrive lo stato delle cose. Durante la notte il signor Renfield, segretario della dottoressa Seward, viene trascinato in uno scantinato dove è accerchiato da un gruppo di vampiri: uno di loro lo morde sul collo e gli ordina di pedinare Vanessa, l'essere dice di chiamarsi Dracula.
- Guest star: Christian Camargo (Alexander Sweet/Conte Dracula), Douglas Hodge (Bartholomew Rusk), Simon Russell Beale (Ferdinand Lyle), Shazad Latif (Henry Jekyll), Sarah Greene (Hecate Poole), Samuel Barnett (Signor Renfield), Cokey Falkow (Scarman).
- Altri interpreti: Jack Hickey (Ispettore junior), Patrick Joseph Byrnes (Barista del treno), Elif Knight (Donna mendicante), Andrew Bridgmont (Medico di bordo), Bradley Hall (Marinaio 1), Jack Olohan (Marinaio 2), Pandora Colin (Marjorie), Casper Allpress (Jack), Aine Hayden (Donna), Jack Greenlees (Uomo vampiro), Sebastian Croft (Ragazzo vampiro), Jonathan Delaney Tynan (Collega del dottor Sweet).
- Ascolti USA: telespettatori 540 000[4]

## Predatori vicini e lontani
- Titolo originale: Predators Far and Near
- Diretto da: Damon Thomas
- Scritto da: John Logan

### Trama
Dorian e Lily partecipano a uno spettacolo sadomaso illegale in cui un uomo si appresta a torturare la giovanissima prostituta Janine. Dopo aver ucciso tutti gli altri spettatori, fuggono portando via la ragazza. L'ispettore Rusk discute con lo sceriffo federale sulla cattura di Ethan presso Cascabel. Vanessa va alla seduta con la dottoressa Seward, la quale le chiede di raccontarle la sua vita, mentre la registra. Henry Jekyll, preoccupato per la salute di Victor, si offre di aiutarlo e lo invita a visitare il suo laboratorio presso il manicomio di Bedlam. La dottoressa Seward conclude la seduta con Vanessa; addolorata per il racconto della paziente, si offre di aiutarla. Malcolm intanto è in viaggio verso l'America insieme a Kaetenay; questi, entrando in tranche, si mette in contatto con Ethan e gli comunica che lo stanno andando a prendere. Vanessa torna al museo dove ritrova il dottor Sweet, mentre Justine si ritrova in casa di Dorian: i due le offrono di vivere con loro e Lily le promette una vita nuova, lontana dalla sordida esistenza che ha condotto finora. Victor assiste all'esperimento su un paziente del manicomio, a cui Henry inietta una sostanza che lo rende docile e tranquillo. Nel frattempo, Vanessa invita il dottor Sweet a una rappresentazione teatrale sulle avventure del Capitan Nemo, mentre Renfield ascolta di nascosto la registrazione della sua seduta con la dottoressa Seward. Alla locanda dove si trova, Ethan aspetta la luna piena per trasformarsi e uccide tutti i presenti, inclusi i suoi rapitori, ma ritrova Hecate. Victor cerca di ribadire i suoi sentimenti a Lily, ma viene respinto definitivamente.
- Guest star: Christian Camargo (Alexander Sweet/Conte Dracula), Douglas Hodge (Bartholomew Rusk), Shazad Latif (Henry Jekyll), Sarah Greene (Hecate Poole), Samuel Barnett (Signor Renfield), Jessica Barden (Justine), Sean Gilder (Franklin Ostow), Cokey Falkow (Scarman).
- Altri interpreti: Calum MacPherson (Proprietario), Fred McCloskey (Sceriffo), Jack Hickey (Ispettore junior), Sebastian Croft (Ragazzo vampiro), Jamie Ballard (Signor Balfour), Steve Wilson (Inserviente del manicomio), Jonathan Delaney Tynan (Collega del dottor Sweet), Richard Doubleday (Proprietario della lanterna magica), Paddy Rocks (Proprietario del saloon), Tantoo Cardinal (Donna nativa americana anziana), Jack Greenlees (Uomo vampiro).
- Ascolti USA: telespettatori 554 000[5]

## Bene e male si intreccino
- Titolo originale: Good and Evil Braided Be
- Diretto da: Damon Thomas
- Scritto da: John Logan

### Trama
Ethan si ritrova in una stalla a Cascabel con Hecate, la quale gli promette che non si separerà mai più da lui. Durante la seduta, Vanessa ha visioni di alcuni eventi accaduti alla dottoressa Seward e cerca di farle capire che le sue visioni sono tutte connesse e hanno un senso, per lei e per la dottoressa. Al manicomio, nel breve lasso di tempo in cui il paziente rimane calmo grazie alla sostanza iniettata da Henry, Victor lo esamina fin quanto l'uomo torna a uno stato di violenta agitazione finito l'effetto del siero, con sintomi ancora più accentuati; così, il dottore pensa a un modo per rendere permanente l'effetto della regressione, una volta somministrato il siero a Lily, attraverso l'uso dell'elettricità. Mentre sono fuori, Lily e Justine assistono alla repressione di un gruppo di suffragette: questo lascia Lily indifferente, anzi le permette di esprimere la sua opinione sul modo in cui, secondo lei, è necessario ambire al dominio sugli uomini, ossia attraverso un silenzioso atto di violenza. Malcolm e Kaetenay, nel frattempo, sono sul treno in viaggio verso Cascabel. Tornato a Londra, Calibano cerca informazioni sull'appartamento dove abitava nella sua vita precedente, ma lo trova abbandonato. Dopo aver cercato la moglie alla fabbrica dove lavora, la segue nel tugurio dove la donna vive con il loro figlioletto ormai gravemente ammalato. Vanessa e Alexander si recano insieme a una fiera, ma nella stanza degli specchi la donna viene presa di mira da un vampiro che prova a farle ricordare il momento in cui aveva già avuto a che fare con quelle creature, nella "stanza bianca" della clinica a Banning. Ethan e Hecate rubano due cavalli per fuggire nel deserto e scappare dall'attentato degli uomini dello sceriffo. Intanto, scioccata per l'accaduto, Vanessa decide di interrompere il rapporto che stava instaurando con Alexander per paura di restare ancora una volta coinvolta in situazioni pericolose e di trascinarvi anche lui. Justine uccide l'uomo che l'aveva comprata anni prima e, ricoperti del suo sangue, lei, Dorian e Lily prendono parte a un'orgia. Vanessa chiede alla dottoressa Seward di ipnotizzarla per poter ricordare gli eventi accaduti nella "stanza bianca", così Vanessa si ritrova nella cella, mentre a portarle da mangiare viene l'uomo che poi è diventato Calibano.
- Guest star: Christian Camargo (Alexander Sweet/Conte Dracula), Douglas Hodge (Bartholomew Rusk), Shazad Latif (Henry Jekyll), Sarah Greene (Hecate Poole), Samuel Barnett (Signor Renfield), Jessica Barden (Justine), Sean Gilder (Franklin Ostow).
- Altri interpreti: Casper Allpress (Jack), Pandora Colin (Marjorie), Ian Patterson (Venditore), Jamie Ballard (Signor Balfour), Steve Wilson (Inserviente del manicomio), Olga Wehrly (Suffragetta leader), Liam Hourican (Uomo sul treno 1), Jaime Carswell (Uomo sul treno 2), Matt McClure (Rancher), Jack Hickey (Ispettore junior), Paddy Rocks (Proprietario del saloon), Jonathan Chan-Pensley (Proprietario del Mahjong Parlour), Jack Greenlees (Uomo vampiro), Calum MacPherson (Proprietario), Sebastian Croft (Ragazzo vampiro).
- Ascolti USA: telespettatori 599 000[6]

## Un filo d'erba
- Titolo originale: A Blade of Grass
- Diretto da: Toa Fraser
- Scritto da: John Logan

### Trama
Attraverso un lungo flashback, Vanessa ricorda i momenti passati in manicomio con un assistente come unico referente; visto che la donna si rifiuta di mangiare, l'uomo è costretto a somministrarle liquidi con la forza, mentre i medici le fanno cure idroterapeutiche; a causa dei suoi attacchi violenti, le mettono la camicia di forza. Durante una conversazione con l'assistente, Vanessa vede il diavolo nei suoi occhi e comincia ad agitarsi; allora interviene la dottoressa, la quale le spiega che si trova in uno stato di trance, in cui le funzioni del corpo si sono slegate da quelle della mente e cerca di incoraggiarla per farsi forza e uscire da quello stato. Una sera l'assistente fa visita a Vanessa con degli oggetti portati da casa, come trucchi e libri: così, inizia a pettinarla, truccarla e a leggerle un libro di poesie, mentre lei piange in silenzio. Il tormento della donna aumenta nel momento in cui la visitano Satana e Dracula, entrambi incarnati nel corpo dell'assistente; i due cercano di convincerla a cedersi a loro, ma lei riesce a respingerli pronunciando formule in "Verbis Diablo". L'assistente passa a salutarla per l'ultima volta, prima di andarsene, e ne approfitta per esprimerle il suo amore. Vanessa si ritrova nella stanza della dottoressa, stremata ma lucida; finalmente ha capito l'identità del suo persecutore: Dracula.
- Ascolti USA: telespettatori 482 000[7]

## Questo mondo, il nostro inferno
- Titolo originale: This World Is Our Hell
- Diretto da: Paco Cabezas
- Scritto da: Andrew Hinderaker

### Trama
Ethan e Hecate continuano a fuggire nel deserto, mentre Malcolm e Kaetenay li cercano. Victor intanto somministra al paziente, come siero, una soluzione elettrificata di lunga durata per curarlo in maniera definitiva. Hecate ascolta la storia di Ethan, che racconta di come abbia sterminato la famiglia di Kaetenay quando era arruolato nell'esercito, e lo convince a unirsi a lei per servire il Diavolo: lui accetta, così la donna esegue un rito e con il sangue di Ethan richiama i serpenti che uccidono gli uomini di Rusk, accampati poco più sotto. Durante il loro viaggio nel deserto, i due si ritrovano appiedati e senza più acqua; vengono finalmente raggiunti da Malcolm a cui si aggiungono anche gli uomini Rusk e lo sceriffo, che prendono Ethan. Kaetenay viene lasciato a morire proprio per volere di Ethan. Malcolm, insieme a Ethan e Hecate, viene portato a casa del padre nel suo ranch; l'uomo chiede a sir Malcolm di aiutarlo per fare in modo che il figlio resti con lui. Poi mostra a Ethan la chiesetta dove si era consumato lo sterminio della sua famiglia a opera degli indiani Apache e gli chiede di pentirsi, pena la morte, ma Ethan si rifiuta.
- Guest star: Douglas Hodge (Bartholomew Rusk), Shazad Latif (Henry Jekyll), Sarah Greene (Hecate Poole), Sean Gilder (Franklin Ostow), Brian Cox (Jared Talbot).
- Altri interpreti: Jack Hickey (Ispettore junior), Jamie Ballard (Signor Balfour), Sebastian Croft (Ragazzo vampiro), Brendan Gibson (Rance).
- Ascolti USA: telespettatori 656 000[8]

## Come una bestia feroce
- Titolo originale: No Beast So Fierce
- Diretto da: Paco Cabezas
- Scritto da: Andrew Hinderaker e Krysty Wilson-Cairns

### Trama
Lo sceriffo e l'ispettore Rusk dichiarano Ethan, il padre e Hecate in arresto, mentre Dracula prende informazioni da Renfield riguardo a Vanessa, la quale chiede al professor Lyle, in partenza per l'Egitto, un contatto con qualcuno con cui possa consultarsi e questi le indica Catriona Hartdegan, abile tiratrice di scherma e tanatologa, cioè studiosa della morte. Un gruppo di prostitute, a casa di Dorian, assiste alla spiegazione di Lily sul modo in cui rendersi libere dalla supremazia degli uomini, usando Dorian come modello. Calibano assiste il figlio malato di tisi, ma quando il bambino apre gli occhi si spaventa e lo fa scappare. Vanessa incontra Catriona e le chiede di aiutarla a difendersi da Dracula. Nel frattempo, Victor cerca di entrare di soppiatto in casa di Dorian, ma viene sorpreso da Justine e le altre e portato da Lily, la quale decide di non ucciderlo per usarlo per eventuali servizi. Durante una cena, il padre di Ethan costringe il figlio a pregare prima di mangiare: questi invoca il Padre nostro, ma rinnega Dio; il padre, allora, uccide lo sceriffo sparandogli. Vanessa confida al dottor Sweet il suo timore di essere perseguitata: l'uomo le promette di difenderla e rimanerle accanto; la donna, allora, decide di concedersi a lui. Intanto, a casa di Ethan scoppia una sparatoria in cui muoiono l'ispettore Rusk e i suoi uomini. Kaetenay è vivo e aiuta Malcolm e gli altri a salvarsi, ma Hecate viene colpita mortalmente da una pallottola. Il padre di Ethan cerca di farlo uccidere dai suoi uomini, ma questi ha la meglio; allora cerca di convincerlo a farla finita, ma Ethan si rifiuta: interviene Malcolm, che uccide l'uomo.
- Guest star: Christian Camargo (Alexander Sweet/Conte Dracula), Douglas Hodge (Bartholomew Rusk), Simon Russell Beale (Ferdinand Lyle), Shazad Latif (Henry Jekyll), Sarah Greene (Hecate Poole), Samuel Barnett (Signor Renfield), Jessica Barden (Justine), Sean Gilder (Franklin Ostow), Perdita Weeks (Catriona Hartdegan), Brian Cox (Jared Talbot).
- Altri interpreti: Brendan Gibson (Rance), Charlene Gleeson (Prostituta 1), Mei Bignall (Prostituta 2), Casper Allpress (Jack), Jack Hamilton (Schermitore 1), Bryan Baker (Impiegato del museo).
- Ascolti USA: telespettatori 722 000[9]

## Bassa marea
- Titolo originale: Ebb Tide
- Diretto da: Paco Cabezas
- Scritto da: John Logan

### Trama
Lily assiste alla sepoltura di una bambina e assicura la madre che i giorni di sofferenza stanno per finire, per poi portare dei fiori davanti a una piccola lapide con il nome di Sarah Croft. Calibano chiede a Vanessa un sostegno morale per cercare di capire come farsi accettare dalla famiglia ritrovata; lei allora gli parla del periodo nella clinica di Benning e di come i due avessero stretto un forte legame, ma lui non ricorda. Kaetenay cerca di convincere invano Ethan a restare nel ranch e ha la visione di un futuro nefasto per Vanessa, se l'uomo dovesse tornare a Londra. Durante una cena da Dorian, Lily incita le invitate a ribellarsi e a uccidere un qualsiasi uomo che si dimostri crudele nei loro confronti; Dorian non è convinto che sia la scelta migliore e il comportamento di Lily lo lascia turbato. Calibano finalmente riesce a incontrare la moglie Marjorie, che è felice di rivederlo: i due si riuniscono e lui le racconta tutta la sua storia; la moglie, allora, lo porta dal figlio Jack che abbraccia il padre commosso. Durante il viaggio di ritorno, Kaetenay ha una visione nella quale entra in contatto telepatico con Vanessa, scoprendo che la donna appartiene già per metà a Dracula. Quella notte, Catriona fa visita a Vanessa per discutere su come riuscire a identificare e uccidere il Drago. Dorian, intanto, esprime il suo disappunto per quello che sta facendo Lily e, d'accordo con Henry e Victor, la narcotizza per portarla nel laboratorio del manicomio e somministrarle il siero che la guarisca. Nel frattempo Vanessa si dirige al museo per uccidere Alexander, che ormai ha capito essere Dracula, ma nel momento in cui questi le ribadisce il suo amore, non ne ha più il coraggio; si convince che potrà vivere una vita piena accanto a lui, senza bisogno di cercare di essere accettata dagli altri per ciò che è: un essere emarginato, diverso, ripugnante. Alla fine cede e offre il collo a Dracula, unendosi così a lui in maniera definitiva.
- Guest star: Christian Camargo (Alexander Sweet/Conte Dracula), Shazad Latif (Henry Jekyll), Samuel Barnett (Signor Renfield), Jessica Barden (Justine), Perdita Weeks (Catriona Hartdegan).
- Altri interpreti: Sonya O'Donoghue (Madre in lutto), Charlene Gleeson (Prostituta 1), Mei Bignall (Prostituta 2), Pandora Colin (Marjorie), Casper Allpress (Jack).
- Ascolti USA: telespettatori 651 000[10]

## Notte perenne
- Titolo originale: Perpetual Night
- Diretto da: Damon Thomas
- Scritto da: Krysty Wilson-Cairns

### Trama
La dottoressa Seward scopre Renfield che ascolta le registrazioni di Vanessa e l'uomo le comunica l'avvenuta unione di lei con Dracula, mentre un'infinità di rospi risalgono dalle tubature del lavello. Ethan, Malcolm e Kaetenay tornano a Londra, ma non trovano nessuno in città, solo una fitta nebbia velenosa; allora cercano Vanessa in casa e Ethan trova un lupo morto nella sua stanza. Malcolm trova una donna nello studio pensando si tratti di Vanessa, ma questa lo aggredisce, insieme ad altri che attaccano i due uomini di sotto; interviene Catriona ad aiutarli. Nel frattempo Dorian caccia di casa tutte le prostitute e riferisce a Justine il piano per domare Lily; la ragazza decide di farla finita e si lascia uccidere da Dorian, che le spezza il collo. Victor cerca di convincere Lily a farsi somministrare il siero, ma lei gli racconta la storia della sua vita precedente quando era una prostituta e di come abbia perso l'unica figlia che aveva. Victor cede, commosso, e libera Lily che scappa in lacrime. Ethan viene portato in un mercato abbandonato in cerca di Vanessa, ma viene aggredito da Dracula e dalle sue creature; l'uomo viene aiutato da Kaetenay ed entrambi, trasformati in lupi, si uniscono nella lotta.
- Guest star: Christian Camargo (Alexander Sweet/Conte Dracula), Shazad Latif (Henry Jekyll), Samuel Barnett (Signor Renfield), Jessica Barden (Justine), Perdita Weeks (Catriona Hartdegan).
- Altri interpreti: Aonghus Og McAnally (Scaricatore di porto), Pandora Colin (Marjorie), Casper Allpress (Jack), Kieron Duffy (Ragazzo vampiro 2), Steve Wilson (Inserviente del manicomio).
- Ascolti USA: telespettatori 448 000[11]

## Benedetta oscurità
- Titolo originale: The Blessed Dark
- Diretto da: Paco Cabezas
- Scritto da: John Logan

### Trama
Una donna canta una ninna nanna al suo bambino, mentre il piccolo Jack muore nel sonno. Dracula teme l'arrivo di Ethan quale segugio di Dio, suo nemico giurato dall'alba dei tempi, ma Vanessa gli promette che porrà fine a tutto ciò occupandosi personalmente della faccenda. La dottoressa Seward, Malcolm e Catriona visitano Renfield al manicomio; questi porta la dottoressa nel covo di Dracula attraverso l'ipnosi. Lily torna a casa e trova Justine morta sul pavimento: così, decide di dire addio a Dorian che rimane solo nella sua grande casa. Henry esprime il suo disappunto per la scelta di Victor nei confronti di Lily e gli riferisce la morte del padre di cui diventerà l'erede con il nome di Mr. Hide. Marjorie chiede a Calibano di contattare Victor per far tornare in vita Jack, ma il marito non vuole, sapendo che il figlio soffrirebbe come è successo a lui; allora la moglie gli intima di farlo o di non farsi più vedere. Malcolm, la dottoressa Seward e gli altri si dirigono sul luogo indicato da Renfield e trovano Dracula. Ethan approfitta del momento di confronto per cercare Vanessa e la trova in una cripta; la donna lo supplica di finire il tormento e ucciderla: così i due si scambiano un bacio e pregano, prima che Ethan prema il grilletto. Mentre la sua voce fuori campo recita alcuni versi dall'ode Intimations of Immortality di William Wordsworth, Calibano consegna il corpo senza vita di Jack al Tamigi e segue da lontano la processione funebre di Vanessa. Rimasto solo nel cimitero, si inginocchia commosso di fronte alla tomba della donna.
- Guest star: Christian Camargo (Alexander Sweet/Conte Dracula), Shazad Latif (Henry Jekyll), Samuel Barnett (Signor Renfield), Jessica Barden (Justine), Perdita Weeks (Catriona Hartdegan).
- Altri interpreti: Sophie Meade (Ragazza), Casper Allpress (Jack), Kieron Duffy (Ragazzo vampiro 2), Pandora Colin (Marjorie).
- Ascolti USA: telespettatori 551 000[11]